# (4563) Kahnia
(4563) Kahnia es un asteroide perteneciente al cinturón de asteroides, descubierto el 17 de julio de 1980 por Edward Bowell desde la Estación Anderson Mesa (condado de Coconino, cerca de Flagstaff, Arizona, Estados Unidos).

## Designación y nombre
Designado provisionalmente como 1980 OG. Fue nombrado Kahnia en honor a "Franz D. Kahn", profesor de astronomía y jefe del departamento de astronomía de la Universidad de Mánchester.

## Características orbitales
Kahnia está situado a una distancia media del Sol de 2,254 ua, pudiendo alejarse hasta 2,619 ua y acercarse hasta 1,889 ua. Su excentricidad es 0,161 y la inclinación orbital 4,763 grados. Emplea 1236 días en completar una órbita alrededor del Sol.

## Características físicas
La magnitud absoluta de Kahnia es 13,3. Tiene 5,102 km de diámetro y su albedo se estima en 0,31.